# Superman Composito
Il Superman Composito (Composite Superman) è un personaggio dei fumetti DC Comics, un supercriminale nemico di Superman e di Batman.

## Storia

### Joseph Meach
Comparso per la prima volta in World's Finest Comics n. 142, nel giugno 1964, Joseph Meach era un palombaro caduto in un periodo di sfortuna. Nel tentativo di farsi pubblicità, Meach stava camminando su un marciapiede a Metropolis quando un serbatoio d'acqua cadde giù da un palazzo. Il serbatoio lo avrebbe ucciso se non fosse stato per l'intervento di Superman. L'Uomo d'Acciaio, venendo a sapere del periodo di sfortuna di Meach gli offrì un lavoro al Museo di Superman, dove fu assunto in qualità di custode. L'amarezza di Meach non riusciva tuttavia a placarsi, ed essendo circondato da artefatti e ricordi della carriera di Superman, diresse la sua frustrazione e la sua rabbia verso l'eroe.
Una notte, mentre Meach spazzava il pavimento di fronte alle statue rappresentanti i membri della Legione dei Supereroi, un fulmine entrò da una finestra aperta e colpì i modelli. Le statue, che erano duplicati in miniatura senza vita dei Legionari, rilasciarono una strana energia che colpì Meach, dotandolo dei poteri combinati dei membri della Legione. Determinato a sconfiggere Superman, Batman e Robin, Meach utilizzò il suo potere di modellazione della forma per assumere l'aspetto di un essere metà Superman e metà Batman. Autodefinendosi Superman Composito, Meach disse agli eroi che se gli fosse stato negato di fare parte della squadra, avrebbe rivelato le loro identità segrete, che riuscì a sapere grazie alla telepatia. Quindi, il Superman Composito creò delle situazioni facili da maneggiare per Superman e Batman, ma che comunque sabotava intenzionalmente per umiliare i due eroi. Quando Superman e Batman capirono le intenzioni malvagie del Superman Composito, questi forzò la squadra a sciogliersi o avrebbe rivelato le identità segrete degli eroi. I più grandi eroi, alla fine capirono che l'intento del Superman Composito era quello di dominare il mondo. Sebbene non riuscissero a sconfiggere Meach, che utilizzava la sua vasta gamma di poteri per tenere il duo a bada, il Superman Composito venne sconfitto quando si scoprì che i suoi poteri erano solo temporanei. Meach si ritrasformò nella sua forma umana senza alcun ricordo del suo periodo in qualità di Superman Composito.
Il Superman Composito riapparve qualche anno più tardi, in World's Finest Comics n. 168 (agosto 1967). Un criminale alieno di nome Xan arrivò sulla Terra per vendicare il defunto padre, un criminale che fu catturato ed imprigionato da Superman e Batman. Xan studiò il Superman Composito e decise di ricostituire i poteri di Meach ricreando l'incidente che gli donò i suoi poteri. Il Superman Composito riuscì, quindi, a catturare Superman e Batman e tentò di ucciderli. Tuttavia, i poteri di Meach scomparvero prima che potesse riuscirci, e quindi anche Xan dovette fermarsi a spiegare ai due eroi il motivo del suo gesto. Dopo di ciò, Xan lanciò una scarica di energia verso gli eroi, ma un Meach colto da rimorso lo intercettò appena in tempo, che lo uccise all'istante.

### La Versione Xan
Un nuovo Superman Composito comparve in World's Finest Comics n. 283 (settembre 1982). Xan fuggì dalla prigione e viaggiò nel tempo per ricreare gli eventi che diedero a Joseph Meach i suoi poteri, ma facendo sì che ad ottenere i poteri fosse lui. Un ancora vendicativo Xan assunse l'identità di Superman Composito ed ebbe un controllo maggiore sui suoi poteri e trovò il modo di annullare le sue debolezze, come i tempi necessari al restauro d'energia per mantenere i suoi poteri. Xan presto scartò l'identità di Superman Composito e creò un costume originale, con il nuovo nome di Amalgamax. Superman dovette viaggiare fino al XXX secolo per chiedere aiuto alla Legione dei Supereroi. Superman, Batman, e la Legione sconfissero Amalgamax facendogli credere che la malattia che uccise suo padre era anche dentro di lui, e che il continuo ristoro di potere faceva sì che la malattia si sviluppasse più in fretta.

### Superman/Batman
In Superman/Batman Annual n. 3 (marzo 2009) vennero riprese le origini del Superman Composito, raffigurandolo come un tentativo del Professor Ivo di duplicare i poteri della Justice League of America. Credendolo un fallimento, Ivo bruciò la sua creatura in un campo. Questa non solo non morì, ma rubò i costumi di Batman e di Superman da un negozio, segandone metà di ognuno. Agendo come Superman/Batman e i loro alter ego Clark Kent/Bruce Wayne, la creatura Composita rapì Lois Lane e Tim Drake nel tentativo di vivere entrambe le vite delle sue controparti. Messi fuori gioco dal potere naturale della creatura, Superman e Batman inondarono la sua mente già confusa con altre false emergenze. Incapace di decidere a quale emergenza rispondere per prima, la creatura si lacerò a metà.
Questa versione venne mostrata con i poteri di Superman, Batman, Atomo, Elongated Man, Firestorm e Red Tornado. Ci si riferì a questa creatura solo con il nome "Composito".

## Uomo Composito
Dopo la ricostituzione di Ora zero della storia della Legione, il Superman Composito fu rimosso dalla continuità. La Legione dei Supereroi vol. 4, n. 68 introdusse un nuovo "Uomo Composito", un Durlan che aveva l'abilità di duplicare ogni potere e sembianza dei Legionari. Piuttosto che la pulita comparsa dell'uniforme del Superman Composito spezzata a metà, l'Uomo Composito indossava un costume forgiato da un misto di tutte le uniformi di tutti Legionari. Sia a lui che a sua sorella furono dati questi poteri dal Governo Durlan per divenire delle armi. Tuttavia, mentre lei tentava di scegliere il proprio futuro, lui si unì al Dark Circle per ottenere vendetta su Durla.

### Biografia del Personaggio
Sul pianeta Durla, ci fu una lunga lotta culturale per la supremazia tra i gruppi religiosi e secolari. Prima della formazione dei Pianeti Uniti, i Secolaristi di Durla crearono un programma per produrre armi viventi attraverso la mutazione. Il fine era di acquisire soldati capaci non solo di mimare le sembianze, ma anche le caratteristiche di determinate specie. Quando persero l'adesione al potere, i Secolaristi scoprirono che il loro programma era considerato peccaminoso dal governo teocratico e i soggetti sottoposti ai test furono imprigionati in dei cristalli, negando loro le proprie abilità. Durante il regolare mantenimento per fare sì che le armi viventi fossero tenute sotto controllo, uno dei cristalli fu danneggiato e un mutante Durlan senza nome riuscì a liberarsi, uccidendo l'intera classe ecclesiastica di Durla. L'Uomo Composito incontrò la sua fine quando Saturn Girl utilizzò la sua telepatia per spegnere la sua mente, lasciandolo in uno stato catatonico.

## Poteri e abilità
In termini di poteri e abilità, il Superman Composito è uno dei nemici più potenti che Superman e Batman abbiano mai affrontato. In aggiunta a tutti i poteri di Superman (derivati da Supergirl), i livelli di forza ed invulnerabilità del Superman Composito erano tre volte più potenti di quelli di Superman perché anche i Legionari Mon-El e Ultra Boy possedevano entrambi superforza ed invulnerabilità. Il Superman Composito possiede inoltre numerosi poteri speciali, derivati da vari membri della Legione:
- L'abilità di crescere fino a raggiungere dimensioni gigantesche (Colossal Boy)
- L'abilità di rimpicciolirsi (Shrinking Violet)
- L'abilità di dividersi in tre persone (Triplicate Girl)
- L'abilità di lanciare fulmini (Lightning Lad)
- L'abilità di generare luce e calore (Sun Boy)
- L'abilità di rendere gli oggetti ultra leggeri (Lightning Lass)
- L'abilità di rendere gli oggetti super pesanti (Star Boy)
- L'abilità di consumare qualcosa in modo assoluto (Matter Eater Lad)
- L'abilità di diventare invisibile (Invisible Kid)
- L'abilità di gonfiarsi in una grande palla (Bouncing Boy)
- L'abilità di allungare ogni parte anatomica del suo corpo (Elastic Lad)
- L'abilità di cambiare forma (Chameleon Boy)
- L'abilità di telepatia (Saturn Girl)
- 12º livello di intelligenza (Brainiac 5)
- Poteri Magnetici (Cosmic Boy)
- Vista a raggi X che gli consentiva di vedere attraverso qualsiasi cosa, anche attraverso il piombo (Ultra Boy)
- L'abilità di tramutare gli elementi (Element Lad)
- L'abilità di attraversare la materia solida (Phantom Girl)

## Altre versioni
In Impulse n. 56 Crayd'll, un computer nanotecnico appartenente all'arcinemico di Bart Allen, Inertia, riuscì ad accedere ai file della Young Justice ed utilizzò le informazioni su Robin e Superboy per divenire un "Superboy Composito", con la pelle verde e l'uniforme metà e metà dell'originale. Crayd'll intendeva accedere alle informazioni degli altri membri della Young Justice, ma fu bloccato da Bart Allen che mentre cercava di scaricare della musica, lo scoprì e lo trasformò nel rapper preferito di Superboy.
In Superman/Batman n. 6 Hiro Okamura creò una nave spaziale con la forma di una versione meccanica del Superman Composito. In una storia più recente di Superman/Batman, un nuovo Superman Composito fu creato quando Mr. Mxyzptlk fuse il Superman ed il Batman di un'altra realtà. Sorpresi nel trovarsi a lavorare nuovamente insieme, Batman esclamò mentalmente a Superman "Clark, la tua mente corre, non lo sapevo!"; Superman rispose "E la tua Bruce, è così scura". Questo accadde alla fine della battaglia, e tutti i Supermen e i Batmen che "non avrebbero dovuto essere qui" furono mandati via.

## In altri media

### Televisione
- Il Superman Composito fece un cameo in Justice League Unlimited, in un episodio chiamato "The Greatest Story Never Told". A differenza dei fumetti, questo Superman Composito, è il prodotto di una battaglia con il signore del male Mordru. È in realtà la fusione di Superman, Batman, e Wonder Woman, con il corpo del Superman Composito ma la voce di Wonder Woman, risultato di qualche incantesimo mal riuscito utilizzato nella confusione della battaglia. L'incantesimo venne meno nel momento in cui Mordru fu sconfitto.

### Giocattoli
- La DC Direct rilasciò una action figure del Superman Composito nel 2005, e un'altra (basata sulla versione di Superman/Batman) nel 2008.

### Parodie
- Nell'episodio della serie animata Robot Chicken "Easter Basket", ci fu uno sketch di Natale in cui comarirono i personaggi di Dragon Ball Z e uno dei nemici in questo sketch era chiamato Babbo Natale Composito: una creatura per metà Babbo Natale e metà Pupazzo di Neve. Quando a Goku fu chiesto quali fossero i poteri di questo Babbo Natale Composito, egli rispose che non lo sapeva, ma che la sua comparsa lo incuriosiva. Il Babbo Natale Composito fu battuto quando la sua metà di neve si sciolse a causa del calore emanato da una palla d'energia che distrusse lo Schiaccianoci. Nell'episodio "In a DVD Factory", le sue origini furono spiegate; uno scienziato pazzo fece rubare dai suoi scagnozzi un campione di DNA di Babbo Natale e uno del Pupazzo di Neve per creare un Babbo Natale Composito. Questa creatura quindi, sparò allo scienziato e poi ai suoi scagnozzi. Dopo aver mangiato biscotti e bevuto del latte, il Babbo Natale Composito andò su tutte le furie proprio la sera di Natale. Un anchorman riportò, poi, che il Babbo Natale Composito era stato catturato ed era sotto processo dal Tribunale delle Nazioni Unite.